# Sgor Gaoith
Sgor Gaoith – szczyt w paśmie Cairngorm, w Grampianach Wschodnich. Leży w Szkocji, w hrabstwie Highland. 